# كين أوفيرلين
كين أوفيرلين (بالإنجليزية: Ken Overlin)‏ مواليد 15 أغسطس 1910 في ديكادور - الوفاة 24 يوليو 1969، كان ملاكم محترف أمريكي صنّف ضمن فئة الوزن المتوسط. امتدت مسيرته الاحترافية من سنة 1931 إلى 1944. دخل قاعة مشاهير الملاكمة الدولية سنة 2015.

## إحصائيات
خاض خلال مسيرته 165 نزالا، فاز في 135 وتعادل في 9 وخسر في 19. فاز بالضربة القاضية في 23 نزالا.

## روابط خارجية
- كين أوفيرلين على موقع بوكس ريك (الإنجليزية) (registration required)